# Lipotriches burmica
Lipotriches burmica är en biart som först beskrevs av Cockerell 1920.  Lipotriches burmica ingår i släktet Lipotriches och familjen vägbin. Inga underarter finns listade i Catalogue of Life.